# The Slider
The Slider  (с англ. — «Скользящий») — седьмой студийный альбом британской группы T. Rex, изданный 21 июля 1972 года. Является вторым по счёту альбомом коллектива в звучании которого преобладают прото-панк и хард-рок, в то время как фолк-мотивы, долгое время использовавшиеся музыкантами в творчестве, полностью отсутствуют.

## Об альбоме
Чтобы избежать британских законов налогообложения, по рекомендации Элтона Джона, пластинку было решено записывать в Париже в студии Шато д’Эрувиль. К записи The Slider музыканты приступили в марте 1972 года; основной материал для будущего альбома был записан уже через пять дней после начала первых сессий.
В преддверии выхода пластинки песни «Telegram Sam» и «Metal Guru» были изданы в качестве синглов, которые достигли значительных успехов в списках UK Singles Chart, поднимаясь в этом хит-параде до наивысших позиций. Помимо успеха в чартах, многие композиции альбома оказали значительное влияние на британскую популярную культуру; на песню «Telegram Sam» существует несколько кавер-версий, в числе которых — в исполнении готической группы Bauhaus, выходившая в декабре 1980 года в качестве сингла, и достигавшая двенадцатой позиции в чартах Новой Зеландии. Песня «Metal Guru» также была перепета многими музыкантами и легла в основу композиции группы The Smiths «Panic».

## Список композиций
Автор всех песен — Марк Болан.
| №   | Название             | Длительность |
| --- | -------------------- | ------------ |
| 1.  | «Metal Guru»         | 2:25         |
| 2.  | «Mystic Lady»        | 3:09         |
| 3.  | «Rock On»            | 3:26         |
| 4.  | «The Slider»         | 3:22         |
| 5.  | «Baby Boomerang»     | 2:17         |
| 6.  | «Spaceball Ricochet» | 3:37         |
| 7.  | «Buick Mackane»      | 3:31         |
| 8.  | «Telegram Sam»       | 3:42         |
| 9.  | «Rabbit Fighter»     | 3:55         |
| 10. | «Baby Strange»       | 3:03         |
| 11. | «Ballrooms of Mars»  | 4:09         |
| 12. | «Chariot Choogle»    | 2:45         |
| 13. | «Main Man»           | 4:14         |

## Участники записи
- Марк Болан — вокал, гитары
- Стив Керри — бас-гитара
- Микки Финн — перкуссия, вокал
- Билл Ледженд — барабаны
- Говард Кейлан, Марк Вольмэн — бэк-вокал